# Triglochin huegelii
Triglochin huegelii là một loài thực vật có hoa trong họ Juncaginaceae. Loài này được (Endl.) Aston miêu tả khoa học đầu tiên năm 1995.